# Tiffany Bias
Pour les articles homonymes, voir Bias.
Tiffany Bias est une joueuse de basket-ball américaine, née le 22 mai 1992 à Wichita (Kansas).

## Biographie

### Carrière universitaire
Au lycée d'Andover, elle remporte deux fois le titre de championne du Kansas du 200 et du 400 mètres et pratique aussi le volley-ball. Son bilan en basketball est de 91 victoires pour 8 défaites avec des statistiques cumulées de 1780 points (avec un record sur un match à 89 unités en 2010), 452 interceptions et 592 passes décisives. Elle remporte la distinction de Gatorade Kansas Girls Basketball Player of the Year.
Elle effectue sa carrière universitaire avec Cowgirls d'Oklahoma State de 2010 à 2014, notamment avec Toni Young draftée en 2013, où elle excelle en défense et par ses qualités de passeuse. Elle est doublement diplômée en business et entrepreneuriat avec des mineures en management sportif et en marketing. Son coach Jim Littell ne tarit pas d'éloges sur celle qui succède à la première tour de draft 2010 Andrea Riley. Freshman, elle est la huitième passeuse et sixième interceptrice de la Big 12, alors que les Cowgirls remportent 17 de leurs 32 rencontres et atteignent le second tour du WNIT. Au début de la saison suivante, l'équipe est affectée par la disparition tragique du coach et de son assistante dans un crash d'avion. Les Cowgirls ont néanmoins un bilan de 22-12 et remportent le WNIT.
En junior, elle est nommée pour la seconde saison consécutive dans le second meilleur cinq de la conférence. Ses 6,5 passes sont la troisième performance de la Big 12 et la 12eau niveau national. Elle établit la troisième performance de tous les temps de la Big 12. En senior, ses statistiques sont de 13,9 points et 6,2 passes décisives, ce qui lui vaut d'être dans le meilleur cinq de la Big 12 et également son meilleur cinq défensif.

### WNBA
Elle est draftée en 17e position par le Mercury de Phoenix et est retenue pour disputer la saison WNBA 2014. Elle est une joueuse de complément dans l'équipe qui remporte le titre WNBA en disputant 17 rencontres pour 1,1 point, 0,2 rebond, 0,4 passe décisive , 0,3 interception en un temps de jeu moyen de 4 minutes de jeu.
Le 18 juillet, les Wings signent Tiffany Bias pour un contrat de sept jours à la place de Brianna Kiesel puis la prolongent le 27 août jusqu'à la fin de la saison WNBA 2016.

## Europe
En octobre 2014, elle signe pour le club hongrois de DVTK Miskolc.

## Vie personnelle
À l'université, elle est en couple avec l'arrière de Cowboys Brian Williams.

## Clubs

### NCAA
- 2010-2014 : Cowgirls d'Oklahoma State

### WNBA
- 2014 : Mercury de Phoenix

## Europe
- 2014- :  DVTK Miskolc

## Palmarès
- Championne WNBA 2014[9]

## Distinctions individuelles
- Gatorade Kansas Girls Basketball Player of the Year 2010[2]
- Second meilleur cinq de la Big 12 (2012, 2013[3])
- Meilleur cinq défensif de la Big 12 (2014[4])